# 프랑스 반바르니에 정부 시위
프랑스 반바르니에 정부 시위에 관한 문서이다.
프랑스 전역에서는 2024년 9월 7일 프랑스의 대통령 에마뉘엘 마크롱이 73세의 중도우파 보수주의자인 미셸 바르니에(Michel Barnier)를 프랑스 총리로 임명한 이후부터 시작되었다. 이에 대해 불복하는 프랑스(La France Insoumise) 정당의 장뤼크 멜랑숑(Jean-Luc Mélenchon) 대표는 모든 지지자들에게 마크롱이 좌파 당원을 임명하지 않음으로써 자행한 '민주주의 부정'에 대해 프랑스 전역에서 시위를 벌일 것을 촉구했다. 신인민전선이 총리직에 오르면서 선거 결과를 무시하고 있다고 밝혔다.